# Falas
 (février 2023).
Si vous disposez d'ouvrages ou d'articles de référence ou si vous connaissez des sites web de qualité traitant du thème abordé ici, merci de compléter l'article en donnant les références utiles à sa vérifiabilité et en les liant à la section « Notes et références ».

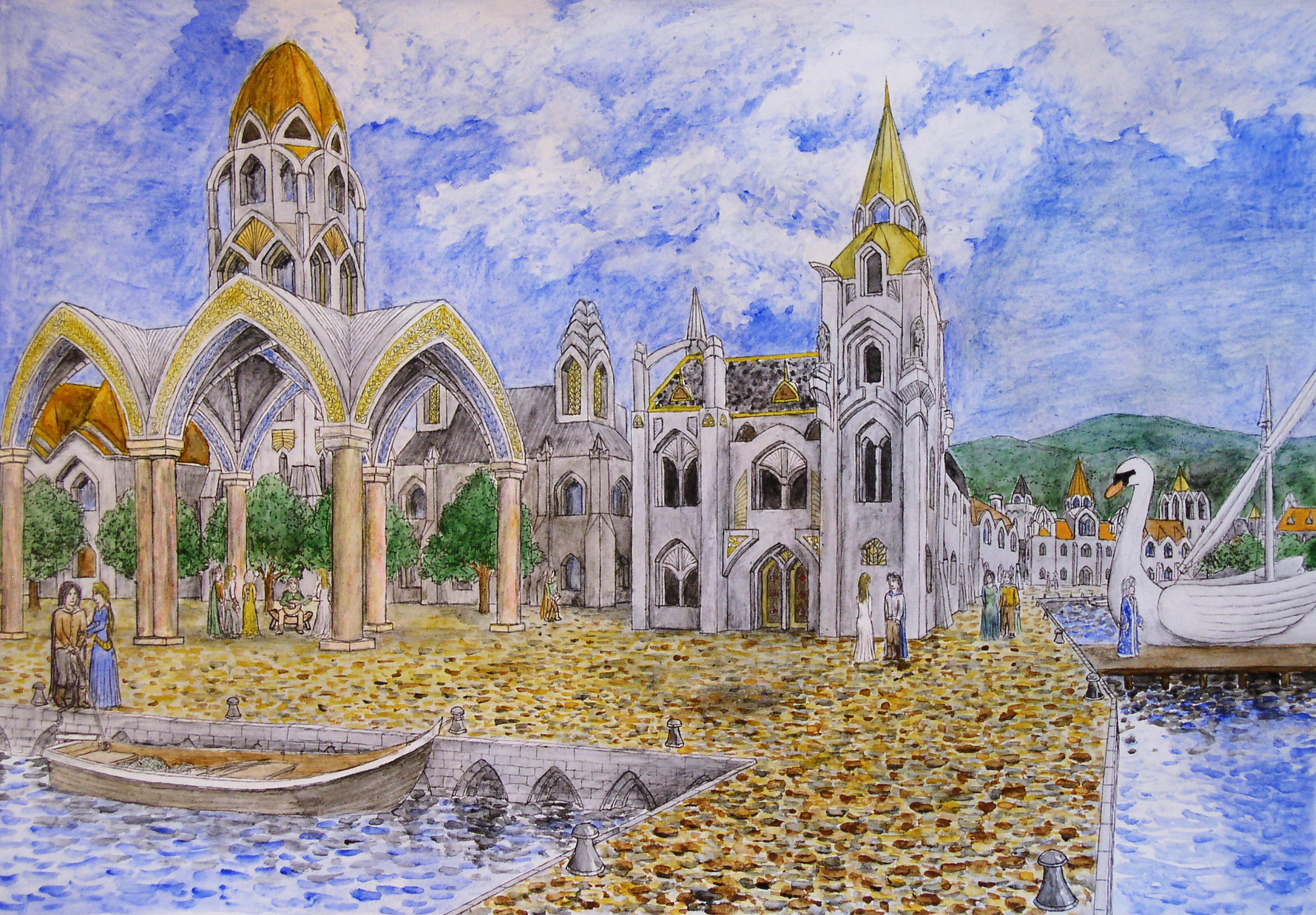
Vue d'artiste du port de Brithombar.

Dans l'œuvre de J. R. R. Tolkien, le Falas est une région de Beleriand qui était habitée par les Falathrim (les elfes aimant la mer) et dirigée par Círdan. Les Falathrim furent les premiers elfes à construire des navires hors de Valinor. Les principaux ports, Brithombar et Eglarest, résistèrent longtemps mais furent détruits par Morgoth. Les Falathrim s'enfuirent vers l'île de Balar.